# Wigoltingen
Wigoltingen (toponimo tedesco) è un comune svizzero di 2 016 abitanti del Canton Turgovia, nel distretto di Weinfelden.

## Storia
Nel 1995 Wigoltingen ha inglobato i comuni soppressi di Bonau, Engwang e Illhart.

## Monumenti e luoghi d'interesse

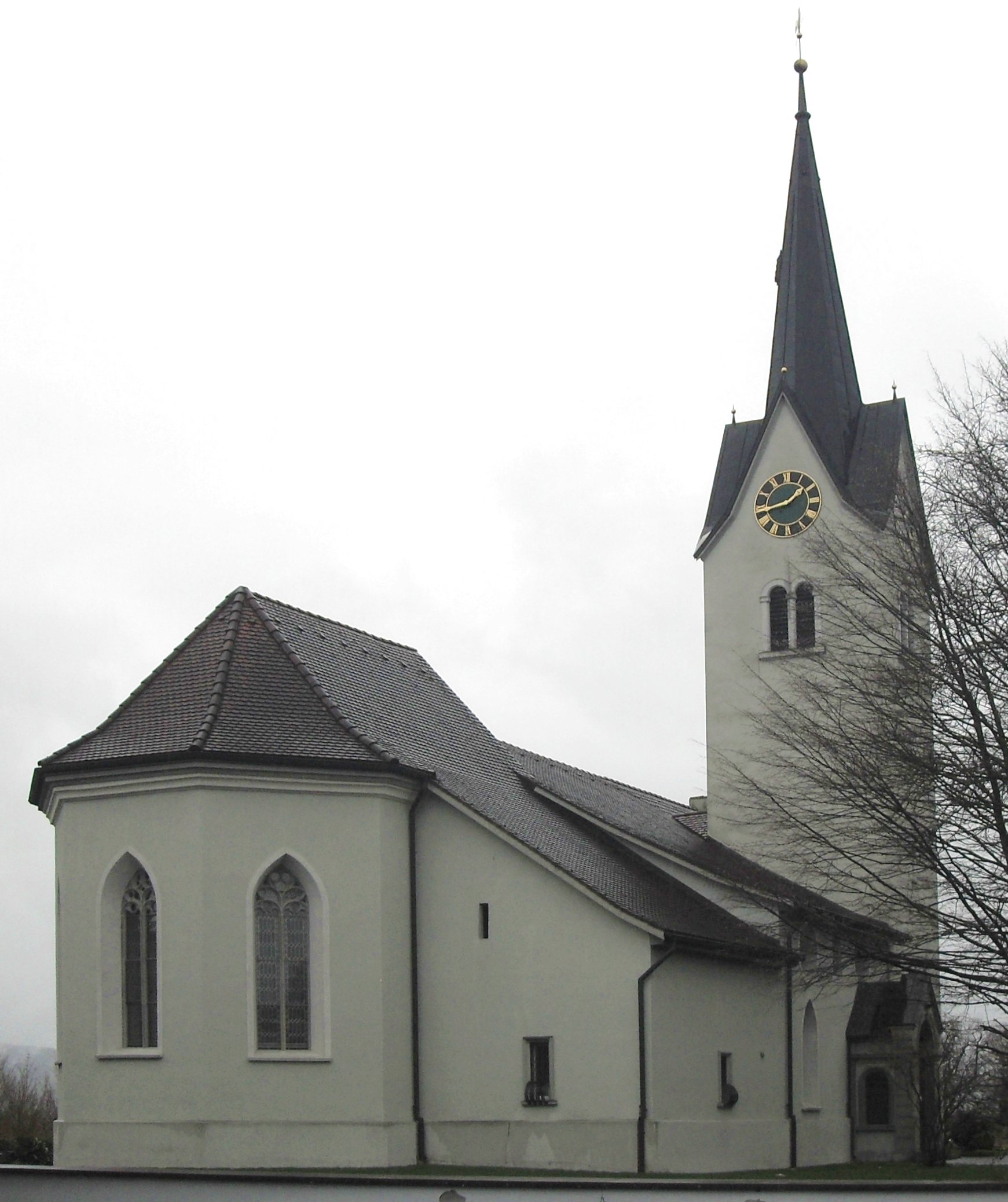
La chiesa riformata

- Chiesa riformata di San Giorgio, attestata da 1155[1].

## Società

### Evoluzione demografica
L'evoluzione demografica è riportata nella seguente tabella (con Bonau, Engwang e Illhart):
Abitanti censiti

## Geografia antropica

### Frazioni
- Bonau[3]
  - Gerau
  - Gilhof
  - Hüseren
  - Schürli
  - Tangwang
- Engwang[4]
- Illhart[5]
  - Lamperswil

## Amministrazione
Ogni famiglia originaria del luogo fa parte del cosiddetto comune patriziale e ha la responsabilità della manutenzione di ogni bene ricadente all'interno dei confini del comune.

## Infrastrutture e trasporti
Wigoltingen è servito dalla stazione di Müllheim-Wigoltingen sulla ferrovia Winterthur-Romanshorn.